# Brajkovci
Brajkovci (macedónul: Брајковци) település Észak-Macedóniában, a Délkeleti körzetben, a Valandovói járásban.

## Népesség
| Lakosok száma | 312  | 338  | 366  | 450  | 425  | 424  | 437  | 384  |
|               | 1948 | 1953 | 1961 | 1981 | 1991 | 1994 | 2002 | 2021 |

- 1994-ben 422 lakosa volt.
- 2002-ben 437 lakosa volt, akik közül 413 macedón és 24 szerb.